# Weird Tales of the Ramones
Weird Tales of the Ramones es un álbum recopilatorio de la banda estadounidense de punk rock, The Ramones. Fue lanzado el 16 de agosto de 2005. Incluye 85 canciones en 3 CD, más un DVD que cuenta con el documental "Lifestyles of the Ramones" además de varios videos musicales de la década de los 90, intercaladas con fragmentos de entrevistas con la banda y figuras de la cultura pop, además de los videos musicales lanzado por las banda (incluyendo el video de la canción "Substitute" el cual fue prohibido de por la MTV). El boxset fue compilado por Johnny Ramone y lanzado por Rhino Records.
El boxset también contiene un gigantesco libro de cómics, centrándose en la leyenda de la banda, escrito e ilustrado por múltiples contribuidores además de unas gafas 3-D y una tarjeta postal dedicada a Joey, Johnny y Dee Dee.

## Lista de canciones

### CD 1
1. "Blitzkrieg Bop" (Ramones) - 2:12
2. "Beat on the Brat" (Ramones) - 2:32
3. "Judy Is a Punk" (Ramones) - 1:30
4. "I Wanna Be Your Boyfriend" (Ramones) - 2:25
5. "Loudmouth" (Ramones) - 2:14
6. "53rd & 3rd" (Ramones) - 2:20
7. "Havana Affair" (Ramones) - 1:56
8. "Now I Wanna Sniff Some Glue" (Ramones) - 1:35
9. "Glad to See You Go" (Ramones) - 2:10
10. "Gimme Gimme Shock Treatment" (Ramones) - 1:40
11. "I Remember You" (Ramones) - 2:18
12. "Carbona Not Glue" (Ramones) - 1:50
13. "Oh, Oh, I Love Her So" (Ramones) - 2:05
14. "Swallow My Pride" (Ramones) - 2:03
15. "Commando" (Ramones) - 1:53
16. "Pinhead" (Ramones) - 2:53
17. "Sheena Is a Punk Rocker" (ABC Single Version) (Ramones) - 2:47
18. "I Don't Care" (Single Version) (Ramones) - 1:37
19. "Rockaway Beach" (Ramones) - 2:05
20. "Cretin Hop" (Ramones) - 1:55
21. "Here Today, Gone Tomorrow" (Ramones) - 2:48
22. "Teenage Lobotomy" (Ramones) - 2:01
23. "Slug" (Demo) (Joey Ramone) - 2:22
24. "Surfin' Bird" (Alfred Frazier, John Harris, Carl White, Turner Wilson) - 2:35
25. "We're a Happy Family" (Ramones) - 2:39
26. "I Just Want to Have Something to Do" (Ramones) - 2:41
27. "I Wanted Everything" (Ramones) - 3:14
28. "Needles and Pins" (Remixed Single Version) (Sonny Bono, Jack Nitzsche) - 2:21
29. "I Wanna Be Sedated" (Ramones) - 2:29
30. "Go Mental" (Ramones) - 2:40
31. "Don't Come Close" (Ramones) - 2:44
32. "I Don't Want You" (Ramones) - 2:26
33. "She's the One" (Ramones) - 2:13
34. "I'm Against It" (Ramones) - 2:07

### CD 2
1. "Rock 'n' Roll High School" (Ed Stasium Mix) (Ramones) - 2:18
2. "I Want You Around" (Ed Stasium Mix) (Ramones) - 3:00
3. "Do You Remember Rock 'n' Roll Radio?" (Ramones) - 3:50
4. "I'm Affected" (Ramones) - 2:53
5. "Danny Says" (Ramones) - 3:05
6. "The KKK Took My Baby Away" (Joey Ramone) - 2:31
7. "You Sound Like You're Sick" (Dee Dee Ramone) - 2:41
8. "She's a Sensation" (Joey Ramone) - 3:25
9. "All's Quiet on the Eastern Front" (Dee Dee Ramone) - 2:12
10. "Outsider" (Dee Dee Ramone) - 2:10
11. "Highest Trails Above" (Dee Dee Ramone) - 2:09
12. "Psycho Therapy" (Dee Dee Ramone, Johnny Ramone) - 2:34
13. "Time Bomb" (Dee Dee Ramone) - 2:09
14. "Mama's Boy" (Tommy Ramone, Johnny Ramone, Dee Dee Ramone) - 2:09
15. "I'm Not Afraid of Life" (Dee Dee Ramone) - 3:12
16. "Too Tough to Die" (Dee Dee Ramone) - 2:37
17. "Wart Hog" (Dee Dee Ramone, Johnny Ramone) - 1:54
18. "Howling at the Moon (Sha-La-La)" (Dee Dee Ramone) - 4:06
19. "Daytime Dilemma (Dangers of Love)" (Joey Ramone, Daniel Rey) - 4:32
20. "Endless Vacation" (Dee Dee Ramone, Johnny Ramone) - 1:47
21. "My Brain Is Hanging Upside Down (Bonzo Goes To Bitburg)" (UK 12" Version) (Jean Beauvoir, Dee Dee Ramone, Joey Ramone) - 3:54
22. "Somebody Put Something in My Drink" (Richie Ramone) - 3:20
23. "Animal Boy" (Richie Ramone) - 1:49
24. "I Don't Want to Live This Life (Anymore)" (UK B-Side) (Dee Dee Ramone) - 3:28
25. "Love Kills" (Dee Dee Ramone) - 2:20
26. "Something to Believe In" (Single Version) (Jean Beauvoir, Dee Dee Ramone) - 4:18

### CD 3
1. "I Wanna Live" (Dee Dee Ramone, Daniel Rey) - 2:37
2. "Bop 'Til You Drop" (Dee Dee Ramone, Johnny Ramone) - 2:12
3. "I Lost My Mind" (Dee Dee Ramone, Johnny Ramone) - 1:33
4. "Garden of Serenity" (Dee Dee Ramone, Daniel Rey) - 2:27
5. "I Believe in Miracles" (Dee Dee Ramone, Daniel Rey) - 3:20
6. "Pet Sematary" (Single Version) (Dee Dee Ramone, Daniel Rey) - 3:30
7. "Punishment Fits the Crime" (Dee Dee Ramone, Richie Stotts) - 3:05
8. "Merry Christmas (I Don't Want to Fight Tonight)" (Single Version) (Joey Ramone) - 2:04
9. "Main Man" (Dee Dee Ramone, Daniel Rey) - 3:26
10. "Strength to Endure" (Dee Dee Ramone, Daniel Rey) - 2:59
11. "Poison Heart" (Dee Dee Ramone, Daniel Rey) - 4:02
12. "I Won't Let It Happen" (Joey Ramone, Andy Shernoff) - 2:20
13. "Censorshit" (Joey Ramone) - 3:07
14. "Journey to the Center of the Mind" (Steve Farmer, Ted Nugent) - 2:51
15. "7 and 7 Is" (Arthur Lee) - 1:51
16. "When I Was Young" (Victor Briggs, Eric Burdon, Barry Jenkins, Daniel McCulloch, John Weider) - 3:13
17. "I Don't Wanna Grow Up" (Kathleen Bennan, Tom Waits) - 2:45
18. "Scattergun" (C.J. Ramone) - 2:29
19. "Makin' Monsters For My Friends" (Dee Dee Ramone, Daniel Rey) - 2:35
20. "The Crusher" (Dee Dee Ramone, Daniel Rey) - 2:25
21. "Spiderman" (Robert Harris, Paul Francis Webster) - 1:56
22. "Life's a Gas" (Joey Ramone) - 3:33
23. "She Talks to Rainbows" (Joey Ramone) - 3:13
24. "Anyway You Want It" (Dave Clark) - 2:20
25. "R.A.M.O.N.E.S." (Michael Burston, Philip Anthony Campbell, Ian Kilmister, Philip Taylor) - 1:24

## DVD
1. "Do You Remember Rock 'n' Roll Radio?"
2. "Rock 'n' Roll High School"
3. "We Want the Airwaves"
4. "Psycho Therapy"
5. "Time Has Come Today"
6. "Howling at the Moon (Sha-La-La)"
7. "Something to Believe In"
8. "I Wanna Live"
9. "I Wanna Be Sedated"
10. "Pet Sematary"
11. "Merry Christmas (I Don't Want to Fight Tonight)"
12. "I Believe in Miracles"
13. "Strength to Endure"
14. "Poison Heart"
15. "Substitute" (Version prohibida por MTV)
16. "I Don't Want to Grow Up"
17. "Spider-Man"
18. "Blitzkrieg Bop" (Live)